# Semidalis soleri
Semidalis soleri is een insect uit de familie van de dwerggaasvliegen (Coniopterygidae), die tot de orde netvleugeligen (Neuroptera) behoort. 
De wetenschappelijke naam Semidalis soleri is voor het eerst geldig gepubliceerd door Monserrat in 1985.